# Los Yébenes
Los Yébenes és un municipi espanyol que pertany a la província de Toledo, en la Comunitat Autònoma de Castella-la Manxa.

## Toponímia
El topònim prové de la paraula «yebel» (muntanya en àrab), potser perquè la vila se situa a l'extrem oriental dels Montes de Toledo.
Alguns autors afirmen que en els seus orígens Els Yébenes van ser dos poblats al voltant d'una «Venta de los Bienes» (Venta dels Béns) de la qual derivaria el nom de Los Yébenes quan es van unir a principis del segle xix. Això no és correcte perquè el primer poblament és romà (anomenat Noliva) proper al riu Algodor, a uns 5 km de la població actual.
El plural està determinat per les dues poblacions, Yébenes de Toledo i Yébenes de San Juan. Les dues poblacions estaven separades pel camí Reial de anava de Toledo a Sevilla i no es van unir administrativament fins al 1833-1835.

## Geografia
Està situada a 42 km al sud de Toledo per la carretera N-401 de la Xarxa Nacional de Carreteres de l'Estat espanyol.
Comprèn diverses entitats:
- Estación del Emperador
- Estación de Los Yébenes
- Estación de Urda
- Montes de Mora
- Villa de Los Yébenes

Presenta un relleu variat on alternen muntanyes i pla que és el resultat d'un complex procés tectònic i de l'erosió diferencial sota diferents sistemes morfogenètics.
De nord a sud es succeeixen les alineacions muntanyoses de Los Yébenes i la serra de Manzaneque; les serres de les Guadalerzas, el Rebollarejo, Fuenteblanca, el Comendador i la Alberquilla; i les serres de Pocito i de la Calderina. Excepte aquesta última, exemple d'inversió en relleu plegat, en un sinclinatori, les altres corresponen a anticlinoris. Totes elles estan formades per materials durs i resistents del paleozoic: quarsites, pissarres silícies i calcàries cristal·lines.
Entremig s'obren les depressions del riu Algodor, la vall de les Navas i la plana d'Urda.

## Vies de comunicació
- La   N-401  enllaça Los Yébenes amb Toledo.
- La   CM-4017  enllaça Mora amb Horcajo de los Montes (Ciudad Real).
- Del km 121 de la   N-401  surt la   TO-3249  que enllaça Los Yébenes amb Los Cortijos (Ciudad Real).
- La   TO-4025  enllaça Los Yébenes amb Consuegra (25 km de longitud).
- Del km 132 de la N-401 comença la   TO-3360  que enllaça l'estació d'Urda amb la finca Los Ballesteros (25 km de longitud).
- Del km 137 de la N-401 comença la   TO-3365  que arriba fins a l'Estación del Emperador (11 km de longitud).

## Clima
El clima predominant és l'anomenat clima mediterrani. La classificació climàtica de Köppen és Csa. La temperatura mitjana anual a Los Yébenes és de 13,5 °C.
| Mesos                  | gen   | feb    | mar    | abr    | mai    | jun    | jul    | ago    | set    | oct    | nov    | des   | any    |
| ---------------------- | ----- | ------ | ------ | ------ | ------ | ------ | ------ | ------ | ------ | ------ | ------ | ----- | ------ |
| Mitjana de les màximes | 9.0°C | 11,5°C | 14,7°C | 17,7°C | 21,2°C | 27,5°C | 32,5°C | 31,4°C | 26,7°C | 19,4°C | 13,1°C | 9,3°C | 19,5°C |
| Mitjana de les mínimes | 0,2°C | 0,8°C  | 3,5°C  | 5,7°C  | 8,7°C  | 13,1°C | 16,5°C | 15,9°C | 12,9°C | 8,1°C  | 3,6°C  | 1,1°C | 7,5°C  |
| Pluja                  | 40mm  | 39mm   | 46mm   | 51mm   | 52mm   | 28mm   | 8mm    | 12mm   | 30mm   | 46mm   | 47mm   | 46mm  | 446mm  |

## Història

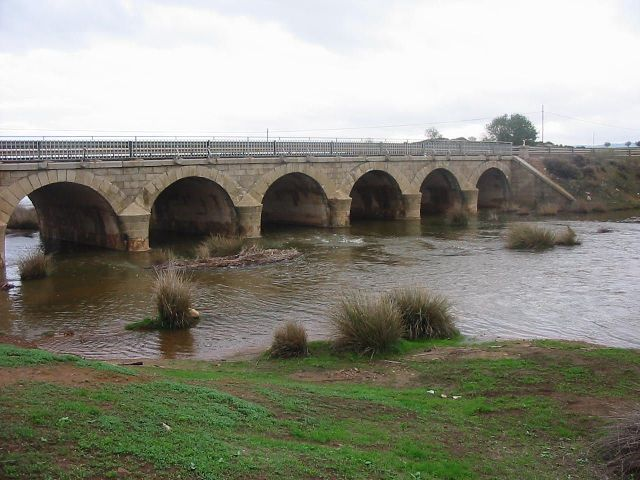
Riu Algodor.

La presència humana es remunta a l'edat del bronze, com ho demostren els jaciments coneguts com a Montón de Trigo i Chorreras (aquest últim amb pintures rupestres esquemàtiques del bronze final).
La seva fundació ha de situar-se al govern de l'emperador romà Trajà. Queden restes de la presència romana en aquesta zona de la Carpetània, com ho testifiquen la IV calçada romana, el traçat encara subsisteix, i els nombrosos vestigis que apareixen en el paratge conegut com a Loma del Carpintero, al costat del riu Algodor.
Hi ha notícies de la dominació àrab ja des de l'any 930, quan el califa cordovès Abd-ar-Rahman III va acampar amb el seu exèrcit a la vora del riu Algodor, per prendre des d'aquesta posició privilegiada les poblacions de Mora i Toledo. La importància estratègica de l'àrea va ser crucial perquè fos successivament ocupada per musulmans i cristians. Les fortaleses, talaies i castells que s'emplacen sobre el terme municipal ho testifiquen. Després de la batalla d'Alarcos (Ciudad Real), els àrabs ocupen les terres que abandona el rei cristià refugiat a les Guadalerzas.
El 1212, Alfons VIII acampa a la rodalia de l'actual finca de Torneros (anomenada així perquè part de l'exèrcit cristià es va tornar per l'excessiu calor), abans d'alçar-se victoriós a la batalla de Las Navas de Tolosa (Jaén).
A partir d'aquest moment, el capritxós ordre que imposen els senyorius medievals divideix la població en dues meitats, separades per l'amplada del Camí Reial de Sevilla, quedant una de les parts (Yébenes de Toledo, situada al vessant de la serra) sota el domini de la ciutat de Toledo, i l'altra (Yébenes de San Juan) governada pels Cavallers de l'Orde de Sant Joan de Jerusalem.
L'any 1243, el rei Ferran III el Sant rep de l'arquebisbe toledà l'acta de cessió de Yébenes de Toledo. Tres anys més tard, el rei ven aquest lloc per 45.000 morabatins al Concejo de Toledo, qui concedirà la Carta de poblament el 24 de setembre de 1258.
Pel que fa a la vila de Yébenes de Sant Juan, va ser propietat dels templers. Es té constància que va ser repoblada per l'Orde de Sant Joan al segle xiii a través de les cartes de poblament que van atorgar els comanadors d'aquesta ordre a tota La Manxa. En el cas de Yébenes de Sant Juan s'estima que aquesta concessió va haver de tenir lloc entre el 1238 i el 1241. Durant sis segles conviuen dos nuclis urbans, amb parròquies, ajuntaments i jurisdiccions diferents, fins que en el govern de l'anomenat Trienni Liberal (1822) es fa el primer intent unificador, anul·lat a l'any següent. Entre el 1833 i el 1835 s'aconsegueix la unió definitiva que acabava amb 564 anys de divisió jurídica i administrativa. L'escut heràldic dona compte d'aquesta secular divisió representant l'àguila toledana i la creu de Sant Joan.
La batalla de Los Yébenes fou una contesa ocorreguda el 24 de març de 1809, durant la guerra del francès entre els llancers polonesos del coronel Konopka i la cavalleria espanyola de José de Urbina y Urbina Comte de Cartaojal.

## Demografia
Los Yébenes és una localitat enmarcarda dins de la comarca de Montes de Toledo i es troba a la vall sud de la serra del mateix nom. El seu terme està compost per muntanyes i serres de gran bellesa paisatgística que poden ser recorreguts en visites guiades a peu o en ruc, espècie que a finals del segle XX estava en vies d'extinció.
La població de Los Yébenes l'any 2006, segons l'INE, era de 6.500 habitants es veuen notablement augmentats a l'estiu, ponts i festius que arriba a passar dels 8.000.
| Gràfica de població de Los Yébenes (Toledo) Censos de població | Gràfica de població de Los Yébenes (Toledo) Censos de població | Gràfica de població de Los Yébenes (Toledo) Censos de població |
| -------------------------------------------------------------- | -------------------------------------------------------------- | -------------------------------------------------------------- |
|                                                                |                                                                |                                                                |
|                                                                |                                                                |                                                                |
|                                                                | Font: Institut Nacional d' Estadística d'Espanya               |                                                                |

## Economia
Des de sempre, Los Yébenes ha sigut una vila artesana. Són famoses les seves tasques amb la pell des d'antany, quan se la distingia com la primera en els treballs d'arreus i tirs de carruatges. Actualment s'aplica a la marroquineria fina. Les catifes de Los Yébenes van ser famoses a Espanya sencera per la seva fidelitat als nuats propis i per la bellesa dels seus fons i sanefes. Els tallers actuals gaudeixen del valor afegit que adquireixen els béns escassos.

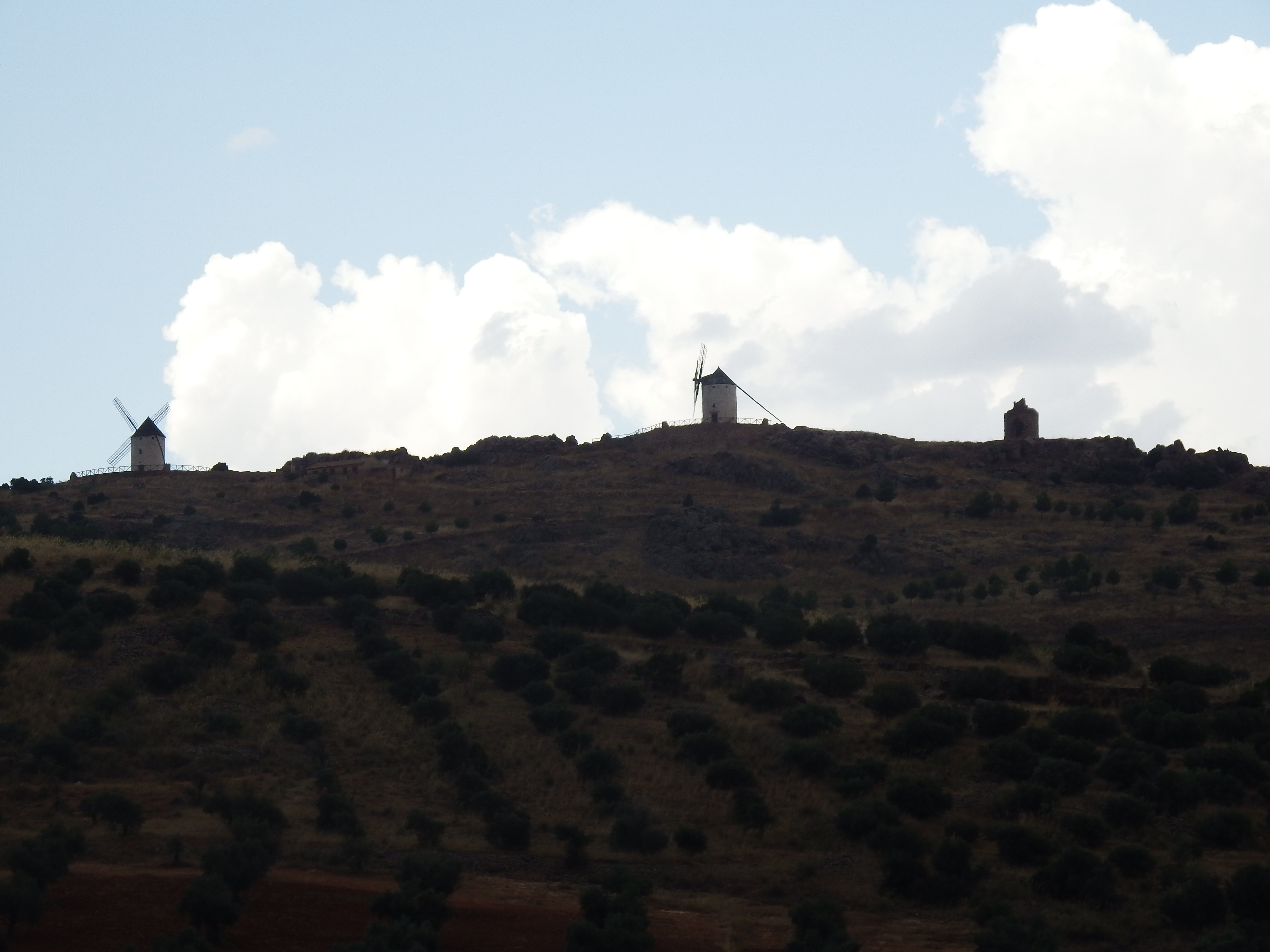
Molins de vent

Els terrenys es troben poc repartits, on s'alterna la petita explotació amb les grans finques (latifundis), alguns especialitzats en la cria de bestiar boví, braus, cavalls i activitat cinegètica. La ramaderia porcina, de llana i l'avicultura tenen menys importància.
Només les indústries de l'alimentació i del treball del moble i de la fusta, amb diversos petits tallers, tenen un significat més gran que el de simple atenció a les necessitats dels veïns del mateix municipi.
L'activitat comercial té cert interès pel caràcter nodal de la vila, al peu del port de Los Yébenes en una cruïlla de camins.

## Monuments i llocs d'interés

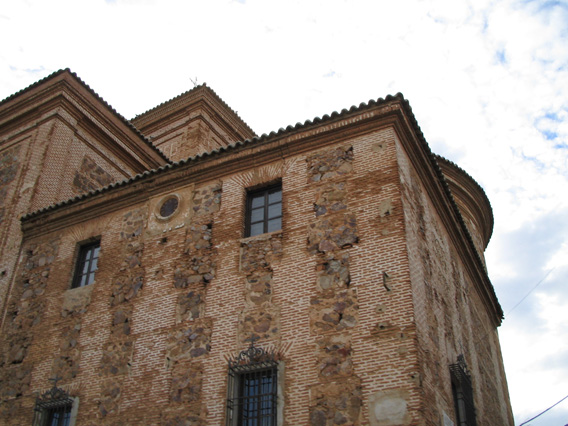
Església de Los Yébenes.

Los Yébenes destaca pels seus tres molins de vent a la Serra dels Yébenes, dos dels quals estan totalment restaurats. Hi ha un quart molí als voltants però es troba en un lamentable estat de ruïnes.
També destaquen les esglésies de San Juan Bautista (segle xviii) i la de Santa Maria la Real (segle xviii), el Palacio de la Encomienda (segle xix), les ermites de San Blas (segle xvi), Soledad, Veracruz i Concepción, i les pintures rupestres a la Serra de los Yébenes.
Los Yébenes posseeix un gran tresor paisatgístic i cinegètic. En Los Yébenes es troba el Coto Nacional de los Quintos de Mora, lloc on es realitzen estudis cinegètics.
A uns 20 km al sud de la localitat, anant per la carretera nacional N-401 direcció Ciudad Real, es troba el Castillo de las Guadalerzas (segle xii), dominant la Serra de las Guadalerzas.
És de destacar el Puente Medieval sobre el riu Bracea, a la rodalia del castell de les Guadalerzas.

### Paratges naturals
- Dehesa Boyal (àrea recreativa de l'ajuntament) amb 1463 ha.
- Boca del Congosto (Valle de las Guadalerzas).
- El Rinconcillo (àrea recreativa).
- Quintos de Mora (finca cinegètica) amb 6864 Ha.
- Valle de San Marcos.
- Riu Algodor.
- Riu Bracea.

## Festes
- 16 de gener: Sant Antoni.
- 3 de febrer: dia de Sant Blai, patró de Los Yébenes.
- Segon cap de setmana de juliot: festa de Sant Cristòfor, la gent baixa cap al polígono industrial i la zona sud del poble per a beneir el cotxe.
- De l'11 al 14 de setembre: fires i festes en honor de la patrona de Los Yébenes, la Verge de Finibusterre.